# 575 Renate
575 Renate este un asteroid din centura principală, descoperit pe 19 septembrie 1905, de Max Wolf.